# 菲尔斯滕瓦尔德
施普雷河畔菲尔斯滕瓦尔德（德語：Fürstenwalde/Spree，發音：[ˈpɕibɔr ˈpɕi sprʲɛwʲɛ]），简称菲尔斯滕瓦尔德（德語：Fürstenwalde，發音：[ˈfʏʁstn̩ˌvaldə] ⓘ），是德国勃兰登堡州奥得-施普雷县的城市，面积70.68平方千米，2023年12月31日人口为32,763人。

## 友好城市
- 波蘭霍什奇诺
- 波蘭萨诺克
- 德国赖恩海姆